# Lahti Basketball
Lahti Basketball is een Finse basketbalclub uit Lahti die uitkwam in de Korisliiga.

## Geschiedenis
De club werd in 2015 opgericht na het verdwijnen van eersteklasser Namika Lahti. De club startte in de derde klasse en dwong meteen weer promotie af naar de tweede klasse. In het seizoen 2018/19 dwongen ze promotie af naar de hoogste klasse waar ze speelde tot in 2024. Tom Cooman werd in november 2022 hoofdcoach van de club maar werd in februari 2024 ontslagen na tegenvallende resultaten. Aan het eind van het seizoen degradeerde de club weer naar de tweede klasse.

## Coaches
| Jaar      | Coach            |
| --------- | ---------------- |
| 0000-2020 | Petri Velling    |
| 2020-2022 | Pieti Poikola    |
| 2022-2024 | Tom Cooman       |
| 2024-     | Kristian Palotie |

## Bekende (oud-)spelers
| - Bobby Planutis |